# Fuchū (Hiroshima)
Fuchū (府中市 Fuchū-shi?) es una ciudad localizada en la prefectura de Hiroshima, Japón. En junio de 2019 tenía una población estimada de 37.874 habitantes y una densidad de población de 193 personas por km². Su área total es de 195,75 km².

## Geografía

### Localidades circundantes
- Prefectura de Hiroshima
  - Fukuyama
  - Jinsekikōgen
  - Miyoshi
  - Onomichi
  - Sera
  - Shōbara

## Demografía
Según los datos del censo japonés, esta es la población de Fuchū en los últimos años.
| Año del censo | Población |
| ------------- | --------- |
| 1995          | 50.356    |
| 2000          | 47.697    |
| 2005          | 45.188    |
| 2010          | 42.563    |
| 2015          | 40.069    |